# Posaconazole
Le posaconazole est un médicament antimycosique de type triazole, efficace dans les cas de candidose buccale, d'aspergillose, de méningite à cryptocoques, de zygomycose, également contre les souches de Trypanosoma cruzi résistantes aux autres antimycosiques. La maladie de Chagas, due à ce parasite, pourrait être traitée avec le posaconazole si le benznidazole n'avait paru donner des résultats supérieurs.

## Pharmacologie
Ingéré par voie orale, son absorption est maximale s'il est pris pendant ou après un repas.